# Juprelle
Juprelle (en wallon Djouprele) est une commune francophone de Belgique située en Région wallonne dans la province de Liège, ainsi qu'une localité où siège son administration.
Traversée notamment par la nationale reliant Liège à Tongres, la commune a su garder son aspect rural, typique du paysage hesbignon, malgré sa proximité avec l'agglomération liégeoise. Elle fait partie de la région de la Basse-Meuse.

## Géographie

### Sections de commune
| # | Nom                  | Superf. (km²) | Habitants (2020) | Habitants par km² | Code INS |
| - | -------------------- | ------------- | ---------------- | ----------------- | -------- |
| 1 | Juprelle             | 4,17          | 1.525            | 365               | 62060A   |
| 2 | Slins                | 6,14          | 1.310            | 213               | 62060B   |
| 3 | Fexhe-Slins          | 9,21          | 2.394            | 260               | 62060C   |
| 4 | Villers-Saint-Siméon | 3,17          | 579              | 183               | 62060D   |
| 5 | Voroux-lez-Liers     | 2,23          | 1.100            | 493               | 62060E   |
| 6 | Lantin               | 3,36          | 733              | 218               | 62060F   |
| 7 | Wihogne              | 4,06          | 1.240            | 305               | 62060G   |
| 8 | Paifve               | 2,67          | 519              | 194               | 62060H   |

La commune compte aussi quelques hameaux parmi lesquels Anixhe et Tilice.

### Communes limitrophes
| Tongres   | Bassenge        |        |
| Awans Ans | Juprelle        | Oupeye |
|           | Liège - Herstal |        |

## Démographie

### Démographie: Avant la fusion des communes
- Source: DGS recensements population

### Démographie: Commune fusionnée
En tenant compte des anciennes communes entraînées dans la fusion de communes de 1977, on peut dresser l'évolution suivante :
Les chiffres des années 1831 à 1970 tiennent compte des chiffres des anciennes communes fusionnées.
- Source: DGS , de 1831 à 1981=recensements population; à partir de 1990 = nombre d'habitants chaque 1 janvier[1]

## Héraldique
|  | La commune possède des armoiries qui ne semblent pas lui avoir été officiellement octroyées. Blasonnement : Coupé vivré, au 1 d'azur à la colombe d'argent tenant au bec un rameau d'olivier du même, au 2 d'argent à 3 pointes flambantes de gueules. Source du blasonnement : Armorial des communes de la province de Liège. |

## Politique et administration

### Conseil et collège communal 2024-2030
| Collège communal   |                     |                                  |
| ------------------ | ------------------- | -------------------------------- |
| Bourgmestre        | Christine Servaes   | Les Engagés - Intérêts Communaux |
| 1er Échevin        | Jonathan Grevesse   | Les Engagés - Intérêts Communaux |
| 2e Échevin         | Christophe Colard   | Les Engagés - Intérêts Communaux |
| 3e Échevine        | Anne Ghaye          | Les Engagés - Intérêts Communaux |
| 4e Échevin         | Philippe Michel     | Intérêts Communaux               |
| Présidente du CPAS | Lauriane Seronvalle | Intérêts Communaux               |

## Galerie

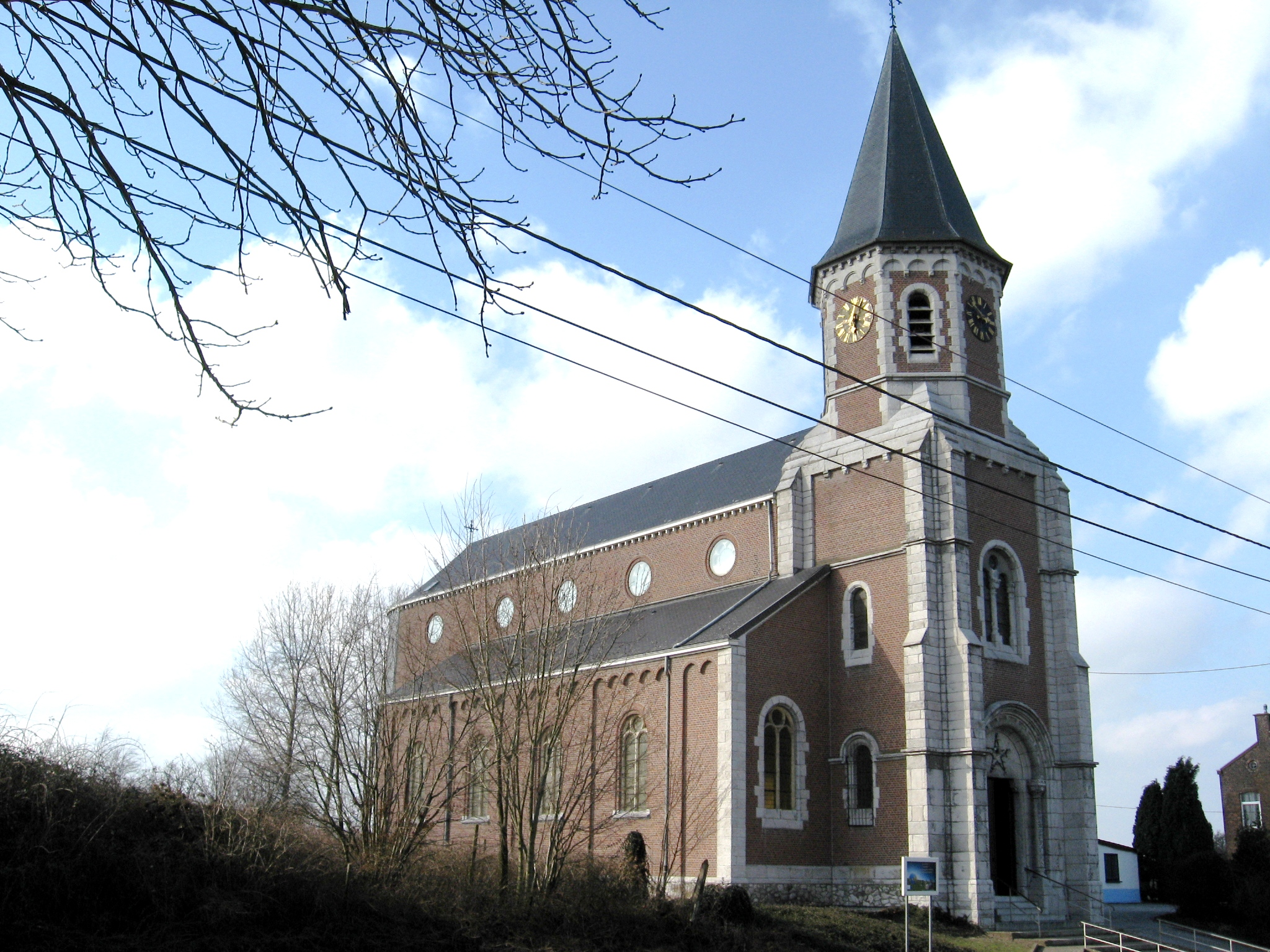
Église Saint-Barthélémy.
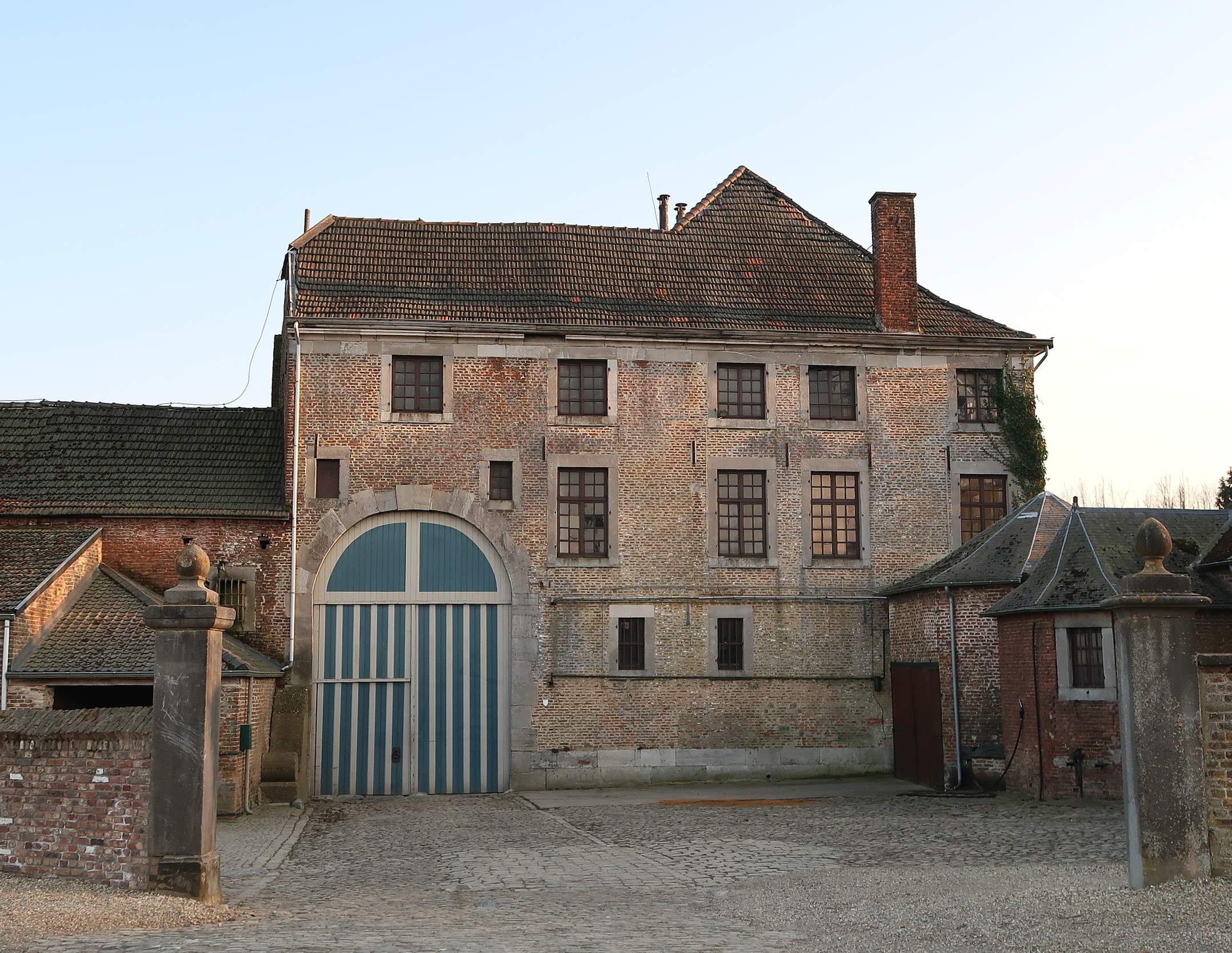
Ferme de Malaxhe.
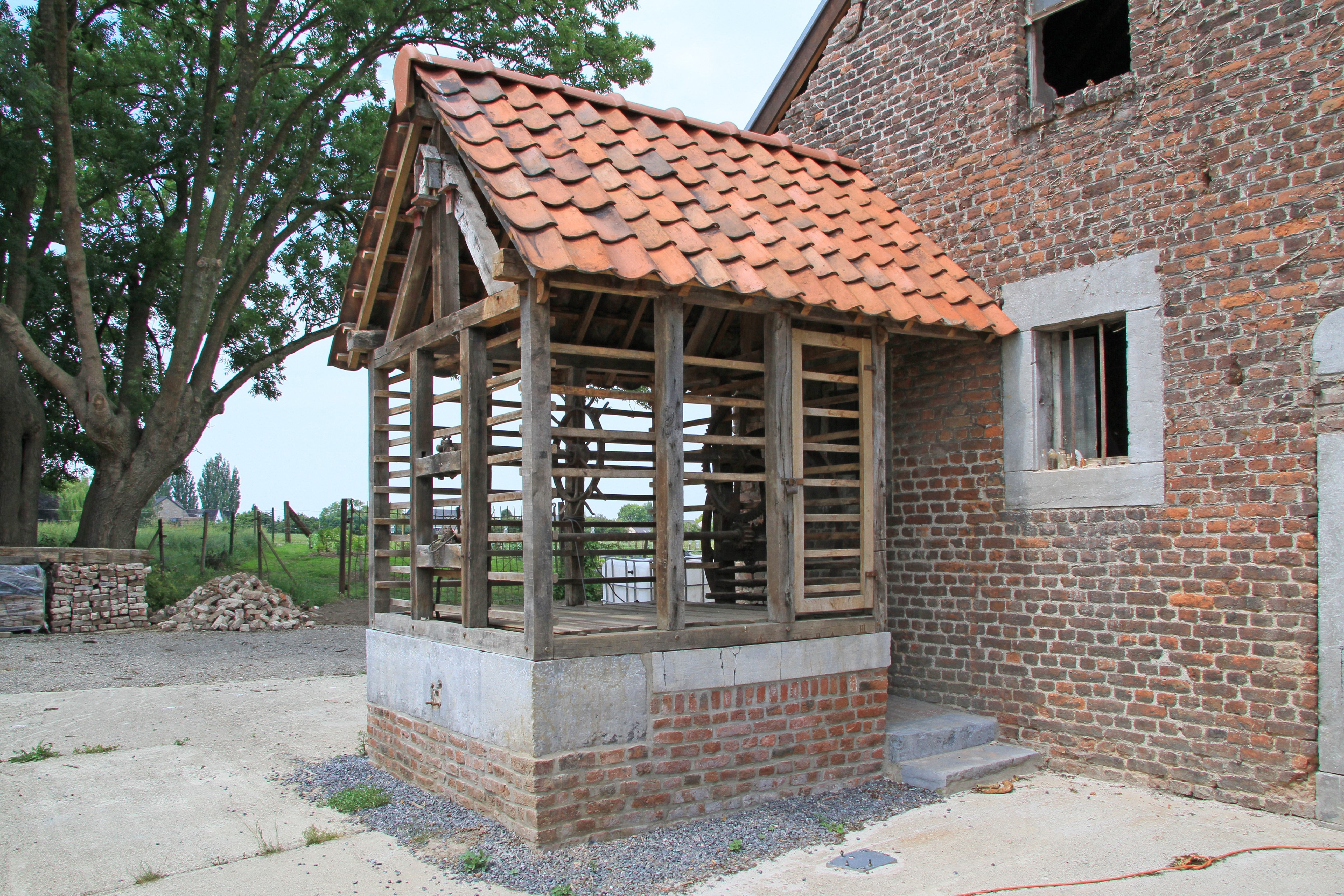
Le puits de la ferme de l'Abbaye.